# Ludo Loose
Ludo Jozef Lucianus Loose (Borgerhout, 29 september 1944 – 8 februari 2003) was een Belgisch communistisch politicus voor de KPB en vervolgens de KP.

## Levensloop
in 1989, na de splitsing van de KPB, werd hij voorzitter van de Kommunistische Partij Vlaanderen. Hieraan voorafgaand was hij reeds voorzitter van de Vlaamse vleugel van de KPB.
In september 1991 keurde de KP Vlaanderen onder zijn leiding een document goed waarin gepleit werd tot de omvorming van de partij tot een open marxistische organisatie. Op 10 september verscheen vervolgens op zijn aangeven in de traditionele media dat de KP Vlaanderen in haar huidige vorm ophield te bestaan.